# Desastre (Star Trek: La nova generació)
"Desastre" (títol original en anglès "Disaster")  és el cinquè episodi de la cinquena temporada, de la sèrie de televisió de ciència-ficció estatunidenca Star Trek: La nova generació i el 105è de tota la sèrie. Es va emetre originalment el 21 d'octubre de 1991 en redifusió als Estats Units. L'episodi va ser escrit per Ronald D. Moore. Fou dirigit per Gabrielle Beaumont.
Ambientada al segle XXIV, la sèrie segueix les aventures de la tripulació de la nau de la Flota Estel·lar de la Federació Enterprise-D sota el comandament del capità Jean-Luc Picard. En aquest episodi, la tripulació de l'Enterprise ha de fer front a diverses tasques fora de les seves responsabilitats normals, com ara la consellera Troi comandant des del pont, el capità Picard guiant els nens a un lloc segur i el cap de seguretat Worf ajudant a donar a llum un nadó.
El personatge Molly O'Brien neix al Ten Forward i més tard apareix creixent a la sèrie de televisió derivada Star Trek: Deep Space Nine (emesa entre 1993 i 1999) amb els seus pares Miles i Keiko. Les experiències de la Troi en aquest episodi també la porten a aconseguir el rang de comandant en temporades posteriors.

## Argument
La tripulació de l'«Enterprise» està duent a terme tasques rutinàries quan, de sobte, la nau és colpejada per una força externa, cosa que la deixa inoperable en gran part i talla les comunicacions entre les diferents seccions. Finalment descobreixen que la nau ha xocat amb un fragment d'un filament quàntic, fan reparacions d'emergència i tornen a la base estel·lar més propera per a una revisió completa.
Es segueixen diverses subtrames diferents entre els diversos membres de la tripulació:
- La Consellera Troi pren el comandament de la nau amb vacil·lació, com a oficial de més alt rang al pont en aquell moment, i està acompanyada pel Cap O'Brien i l'Alferes Ro. Descobreixen que el camp de contenció d'antimatèria al nucli de curvatura s'està deteriorant ràpidament, i Ro suggereix que separin les seccions del plat i de l'impulsor de l' "Enterprise" per salvar els que es troben a la primera. O'Brien s'oposa a aquest pla, no vol abandonar cap supervivent a la secció d'impulsor; Troi hi està d'acord i li ordena que desviï algunes de les seves reserves mínimes d'energia al panell apropiat d'Enginyeria, amb l'esperança que algú allà pugui rectificar la situació. Això ho fan més tard el Comandant Riker i el tinent comandant Data. Ro es disculpa per haver considerat una acció tan dràstica, mentre que Troi reconeix que fàcilment podria haver tingut raó.

- Riker i Data són a la Ten Forward juntament amb Worf i una Keiko O'Brien embarassada en el moment del desastre. La Ten Forward està configurada com a zona de triatge amb Worf i Keiko atenent els ferits. Riker i Data s'adonen que sense turboascensors en funcionament, seria més ràpid viatjar a través dels tubs Jefferies per arribar a Enginyeria per tal de recuperar el control de la nau que intentar arribar al pont. Una descàrrega elèctrica d'alt voltatge els bloqueja el pas; Data sacrifica el seu cos per interrompre-la, però el seu cap roman completament operatiu i Riker se l'emporta. A Enginyeria, troben l'ordinador fora de línia i Data ofereix utilitzar el seu propi cervell positrònic per obtenir un control bàsic dels sistemes de la nau. Riker s'adona del panell operatiu que indica la fallada del camp de contenció, i ell i Data configuren ràpidament les connexions adequades per enfortir-lo fins que es puguin fer les reparacions.

- El Capità Picard està fent una visita guiada de la nau a tres nens que han guanyat una fira de ciències, una tasca que no esperava amb il·lusió, ja que se sent incòmode amb nens. Són a bord d'un turboascensor quan es produeix l'accident i en Picard es fractura el turmell per la parada sobtada. Calma els nens i, per augmentar la seva moral, els assigna rols de comandament honoraris. Amb els ànims renovats, Picard i els nens surten del turboascensor i pugen pel pou fins que poden obrir les portes de l'ascensor en un altre pis i sortir amb seguretat. Picard arriba a apreciar els nens i s'ofereix a fer-los una altra visita un cop s'hagi resolt la situació.

- La Doctora Crusher i el Tinent Comandant La Forge són en una bodega de càrrega examinant un subministrament recent de combustible de propulsió. Quan arriba el desastre, queden atrapats a la infermeria i descobreixen que un incendi de plasma ha esclatat en un panell proper; emet radiació capaç de posar en perill les seves vides i desestabilitzar el combustible fins al punt d'explosió. En despressuritzar la infermeria, poden expulsar el combustible a l'espai i extingir el foc a causa de la manca d'oxigen; sobreviuen agafant-se a una escala i després restablir la pressió de l'aire normal.

- La Keiko es posa de part mentre ella i Worf atenen pacients a Ten Forward, cosa que obliga a  Worf a ajudar-la a donar a llum el seu fill tot i tenir només formació mèdica d'emergència bàsica. Tot i que el part és tens, la Keiko dóna a llum una filla sana i li posa de nom Molly.

## Repartiment i doblatge al català
La sèrie va ser doblada al català pels estudis Tramontana (primera part) i Soundtrack (segona part) i emesa a TV3 l’any 1991. Els dobladors de l'episodi foren:
| Personatge       | Actor/actriu         | Veu en català      |
| ---------------- | -------------------- | ------------------ |
| Jean-Luc Picard  | Patrick Stewart      | Joan Crosas        |
| William Riker    | Jonathan Frakes      | Antoni Forteza     |
| Data             | Brent Spinner        | Joaquim Sota       |
| Geordi La Forge  | LeVar Burton         | Aleix Estadella    |
| Worf             | Michael Dorn         | Enric Arquimbau    |
| Beverly Crusher  | Gates McFadden       | Aurora Garcia      |
| Deanna Troi      | Marina Sirtis        | Victòria Pagès     |
| Ro Laren         | Michelle Forbes      | Teresa Manresa     |
| Miles O'Brien    | Colm Meaney          | Miquel Bonet       |
| Keiko O'Brien    | Rosalind Chao        | Marta Barbarà      |
| Marissa Flores   | Erika Flores         | Núria Domènech     |
| Patterson Supera | Max Supera           | Vicky Martínez     |
| Jay Gordon Grass | John Christian Graas | Maria Josep Guasch |
| Alferes Mandel   | Cameron Arnett       | Francesc Figuerola |

## Producció
La idea d'aquest episodi va sorgir del duet de guionistes Ron Jarvis i Philip A. Scorza. Els dos només havien escrit el guió d'un episodi de la sèrie The Munsters Today de 1989. La productora Jeri Taylor va considerar que els episodis de Star Trek: La nova generació eren massa formulistes i va veure aquesta història com un canvi agradable.

## Recepció
Keith DeCandido va qualificar "Desastre" a tor.com el 2012 com un bon episodi de Star Trek: La nova generació. Tot i que va trobar la història extremadament plena de clixés, ja que tots els personatges principals es troben en una situació desconeguda i desagradable, va trobar que la implementació va ser en gran part reeixida. Va pensar que les escenes amb Picard i els nens, Riker i Data, i Worf i Keiko O'Brien estaven ben interpretades. El personatge de Deanna Troi també experimenta un enorme desenvolupament de caràcter. DeCandido només va trobar feble la trama que envoltava La Forge i Crusher, cosa que li va donar la impressió que els guionistes no havien sabut què fer amb aquests dos personatges.
Zach Handlen de The A.V. Club va qualificar l'episodi amb una B+, afirmant que "intenta fer massa, però la seva ambició li fa honor, i quan funciona, és molt encantador". Jeremy Conrad de IGN el va considerar un dels episodis menys apreciats de la temporada 5, ja que era "una 'pel·lícula de desastres' clàssica ambientada a l'univers Star Trek" amb alguns moments divertits.
El 2009, Time va classificar "Desastre" com un dels deu millors moments de Star Trek, incloent-hi tant produccions de televisió com de cinema. Elogien la consellera Troi com una "capitana dura", la sala d'espera dels Ten Forward es va convertir en una infermeria i, en general, un episodi que va demostrar que Star Trek: La nova generació era una sèrie de televisió que podia trencar la seva "pròpia fórmula".
A la llista io9 del 2014 dels 100 millors episodis de Star Trek, "Desastre" va ser catalogat com el 94è millor episodi.
El 2019, The Hollywood Reporter va classificar "Desastre" entre els vint-i-cinc millors episodis de Star Trek: La nova generació. Assenyalen que la sèrie posa a treballar el seu repartiment, però col·locant-los en parelles inusuals en comparació amb la seva rutina normal. Dins d'aquestes vinyetes, els personatges han d'afrontar reptes; Troi ha de manar, Picard ha d'ajudar els nens abandonats i Worf ha de ajudar a néixer a un nadó.
El 2020, això es va destacar per a Star Trek, incloent-hi òpera, en aquest cas una escena on Geordi canta algunes peces de Gilbert i Sullivan.

## Llançaments
L'episodi es va estrenar als Estats Units el 5 de novembre de 2002, com a part del conjunt de DVD de la temporada 5 de "Star Trek: La nova generació". El primer llançament en Blu-ray va ser als Estats Units el 18 de novembre de 2013, seguit del Regne Unit l'endemà.